# SNV (Schriftart)
Die SNV (auch VSS genannt) ist eine genormte, serifenlose Groteskschrift, die zur Beschilderung der Schweizer Straßenschilder entwickelt wurde. Die Abkürzungen gehen auf die beteiligten Organisationen Schweizerische Normen-Vereinigung (SNV) und Vereinigung Schweizerischer Strassenfachleute (VSS) zurück. Sie wird oder wurde in verschiedenen europäischen Ländern eingesetzt.
Sie wurde 1972 von der Vereinigung Schweizerischer Strassenfachleute (VSS) entwickelt.
In der Schweiz wurde diese Schriftart 2003 durch ASTRA-Frutiger ersetzt. Die SNV wird nach wie vor in Belgien, Bulgarien, Luxemburg und Rumänien  sowie in den Ländern des ehemaligen Jugoslawien verwendet, das sind Bosnien und Herzegowina, Kroatien, Kosovo, Mazedonien, Montenegro, Serbien und Slowenien.

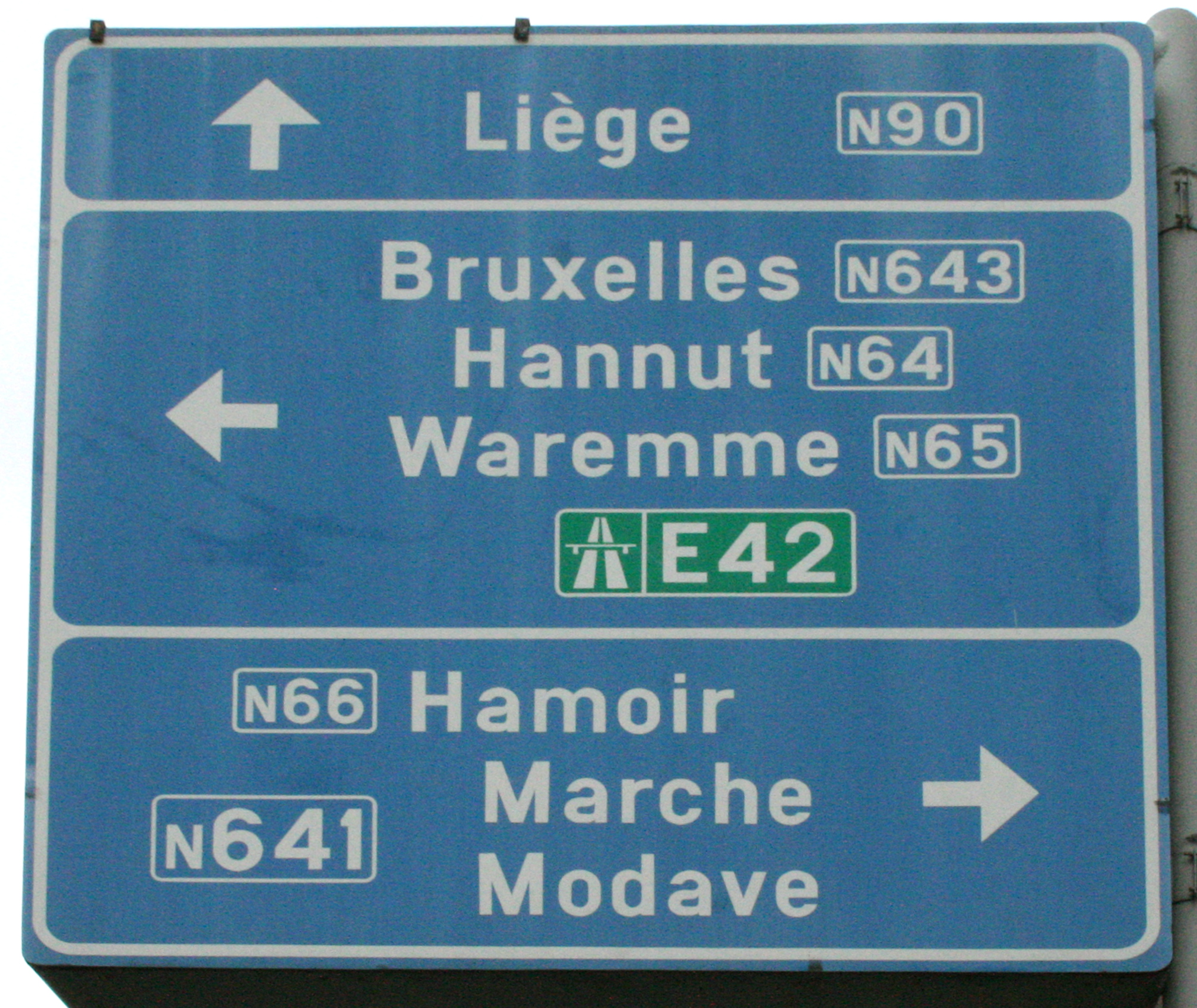
Belgien
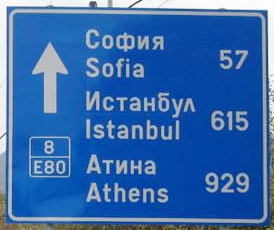
Bulgarien
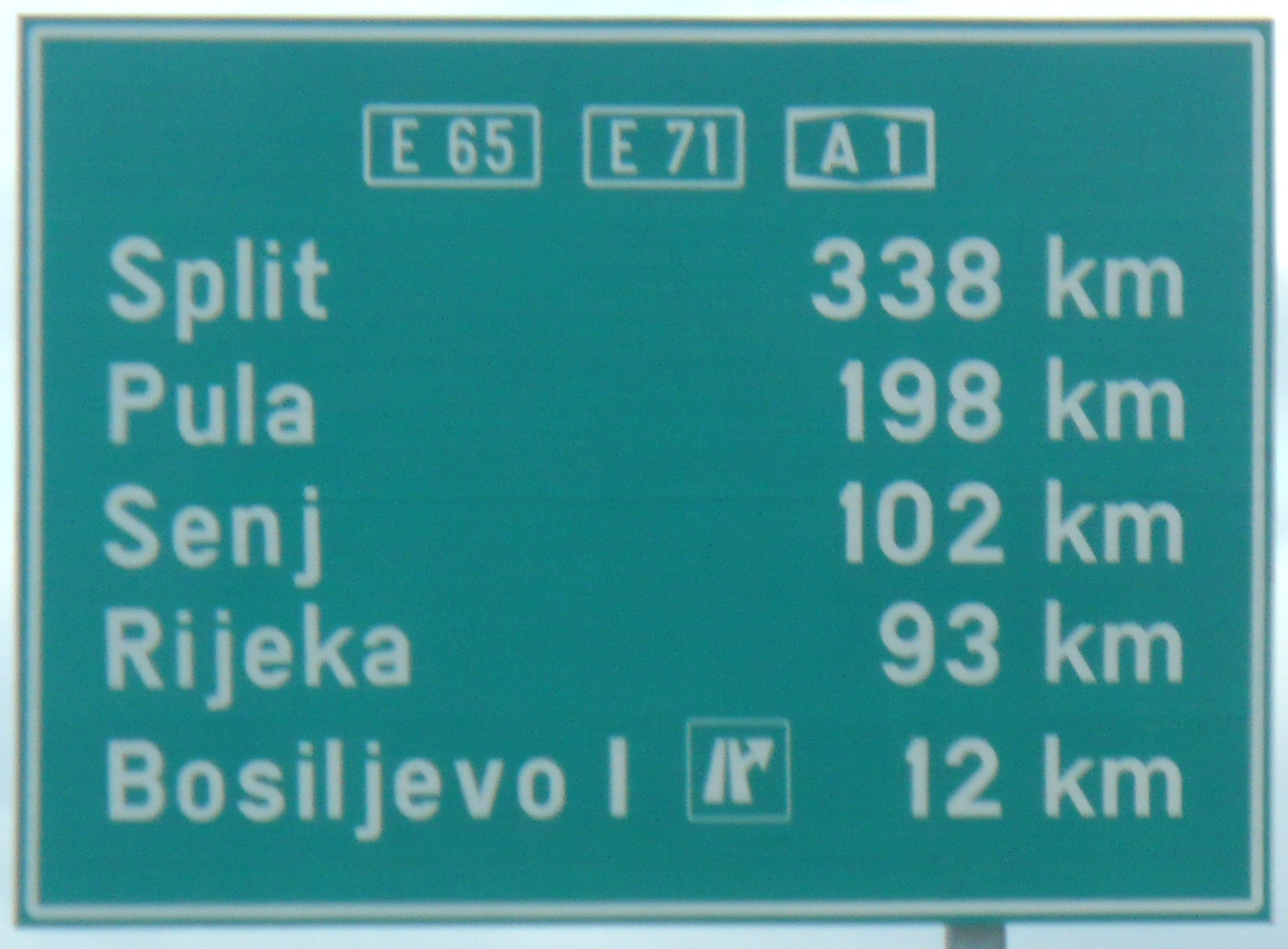
Kroatien
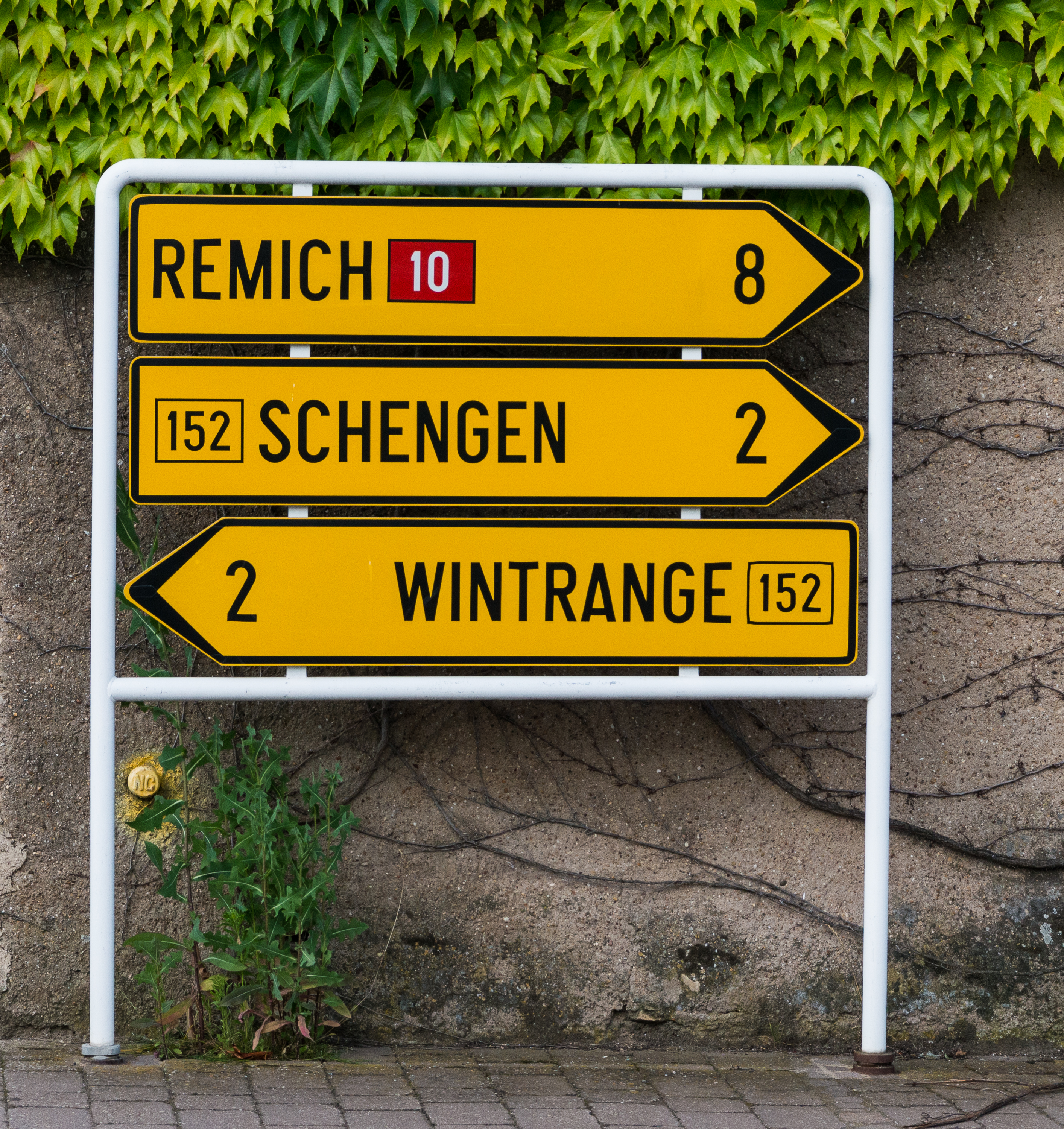
Luxemburg
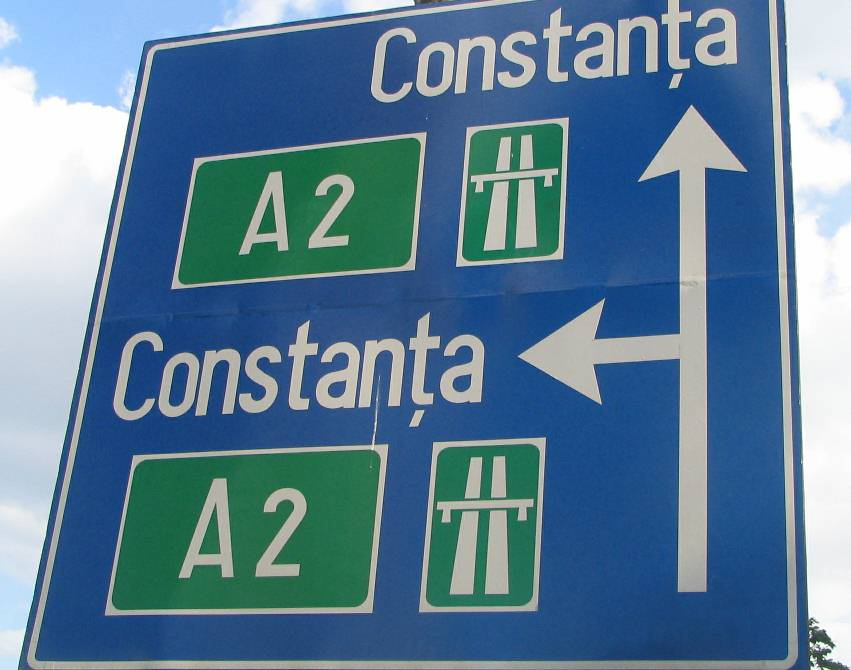
Rumänien
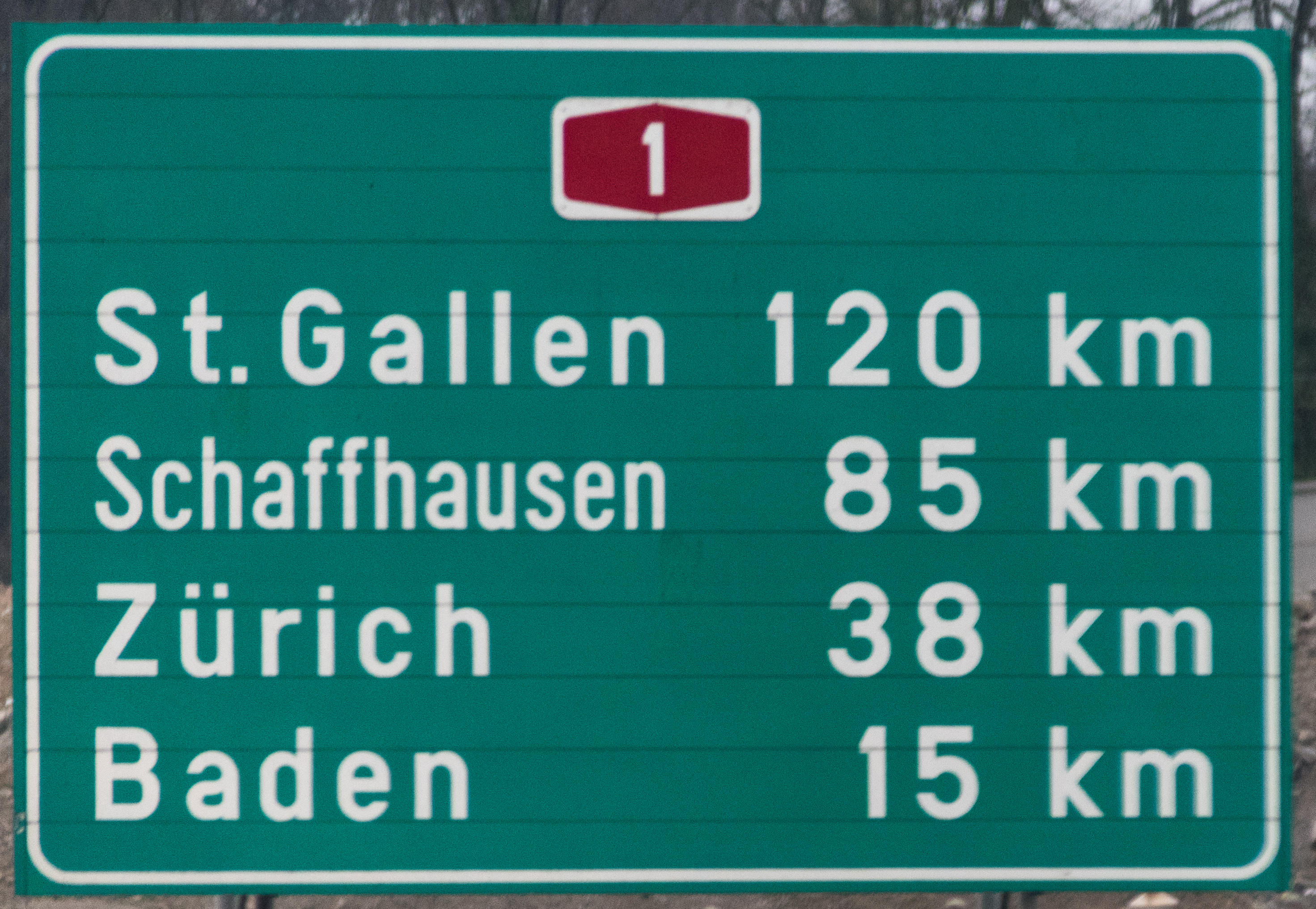
Schweiz
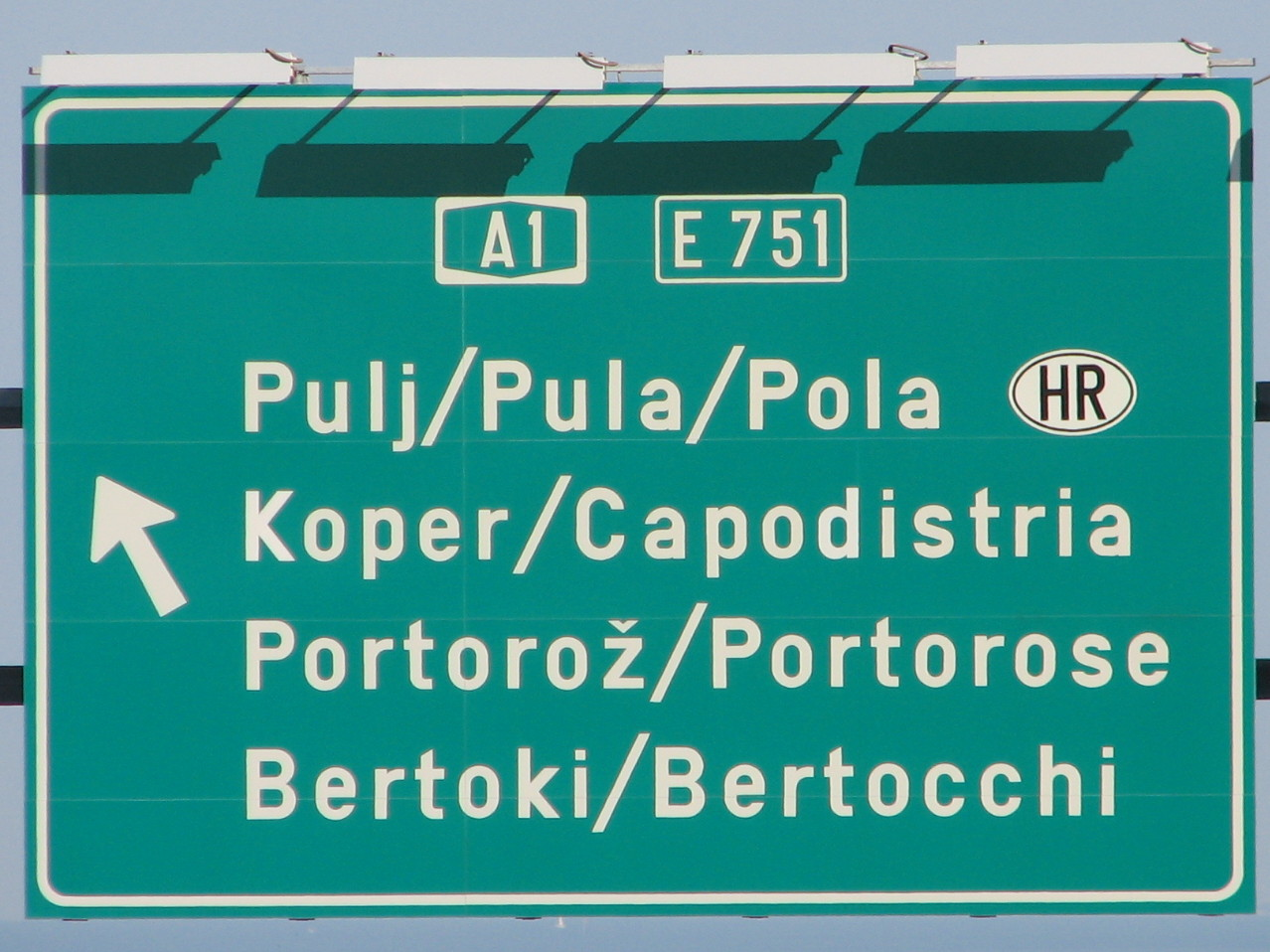
Slowenien